# 제 민족
제 민족(Jê, Gê)은 남아메리카 북부(주로 브라질)에서 쓰이는 제어족 계통의 언어를 사용하는 다양한 민족·부족의 총칭이다.

## 예시
| - 코로아도족 - 보토쿠두족 - 샤반치족 - 카잉강족 - 카라자족 - 보로로족 - 리크바크차족 - 파타쇼족 - 카마산족 - 타푸이아족 - 푸리족 |

## 같이 보기
- 제어족
- 투피족